# The Stone Gossard Demo '91
The Stone Gossard Demo '91 es el nombre que recibió una demo creada y distribuida por el guitarrista Stone Gossard con la intención de encontrar un nuevo baterista y cantante para el grupo que estaba desarrollando.
Después de la desintegración de la banda Mother Love Bone y durante las grabaciones del álbum tributo a Andrew Wood, Jeff Ament, Mike McCready y Stone Gossard, con la ayuda de Matt Cameron, baterista de Soundgarden, graban una maqueta que titulan The Gossman Project con la intención de reclutar un baterista y un cantante. De esta maqueta Gossard extrae 5 temas instrumentales (las primeras versiones de las canciones Once, Footsteps, Alive, Black y Alone) para facilitar un poco más su distribución. Este demo se conocería desde entonces por los fanes como The Stone Gossard Demo 91. 
Esta fue la maqueta que llegó a manos de Jack Irons, exbaterista de los Red Hot Chilli Peppers, que la hizo circular entre sus conocidos, principalmente a su compañero de baloncesto Eddie Vedder, que había sido cantante del grupo Bad Radio. Un inspirado Vedder le pone letra a tres de las canciones a partir de la música de la demo, creando la ya famosa Mamasan Trilogy, la cual, una vez enviada de regreso a Stone Gossard, le aseguraría un puesto como cantante en la banda, que terminaría siendo Pearl Jam.
- Datos: Q6145275